# Саамський регіон Фінляндії

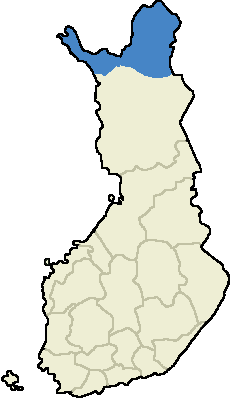
Саамський регіон на мапі Фінляндії

Саамський регіон Фінляндії, також Рідний саамський край та Рідний край саамів (півн.-саам. Sámiid ruovttuguovllu, фін. Saamelaisten kotiseutualue, швед. Samernas hembygdsområde) — територія в північній частині Фінляндії, на якій саами цієї країни, згідно з § 121 Конституції, мають культурну та мовну автономію.

## Склад регіону, населення
Саамський регіон Фінляндії включає в себе громади (муніципалітети) Інарі, Утсйокі та Енонтекійо, а також північну частину громади Соданкюля (всі громади входять в провінцію Лапландія).
В регіоні проживає приблизно 60 % усього саамського населення Фінляндії, чисельність якого становить, за різними даними, від семи до дев'яти з половиною тисяч осіб (більшість населення саамського регіону становлять фіни).
Статистичні показники складу населення саамського регіону Фінляндії сильно відрізняються в залежності від того, яку методологію використовують для віднесення людини до тієї чи іншої національності. Дані Центру реєстрації населення Фінляндії, в якому в першу чергу враховують те, яка мова є для людини рідною, істотно нижче даних, якими оперує Саамський парламент Фінляндії (який більшою мірою орієнтується на походження, а не на знання мови).
Частка саамського населення в громадах саамської регіону Фінляндії
У другій колонці — інформація за даними Центру реєстрації населення Фінляндії, в третій — за даними саамської парламенту Фінляндії.
| Громада    |        |      |
| ---------- | ------ | ---- |
| Інарі      | 5,7 %  | 30 % |
| Соданкюля  | 1,4 %  | 4 %  |
| Утсйокі    | 46,7 % | 70 % |
| Енонтекійо | 7,4 %  | 19 % |

## Найменування території
Фінська назива саамської території, що використовується в § 121 Конституції Фінляндії — Saamelaisten kotiseutualue, дослівно «Територія саамського рідного краю»; інший варіант перекладу — «Споконвічна саамська територія». У неофіційних перекладах цього параграфу використовуються інші варіанти — «Територія проживання саамів» та «Територія проживання саамів».

## Конституційні права саамів Фінляндії

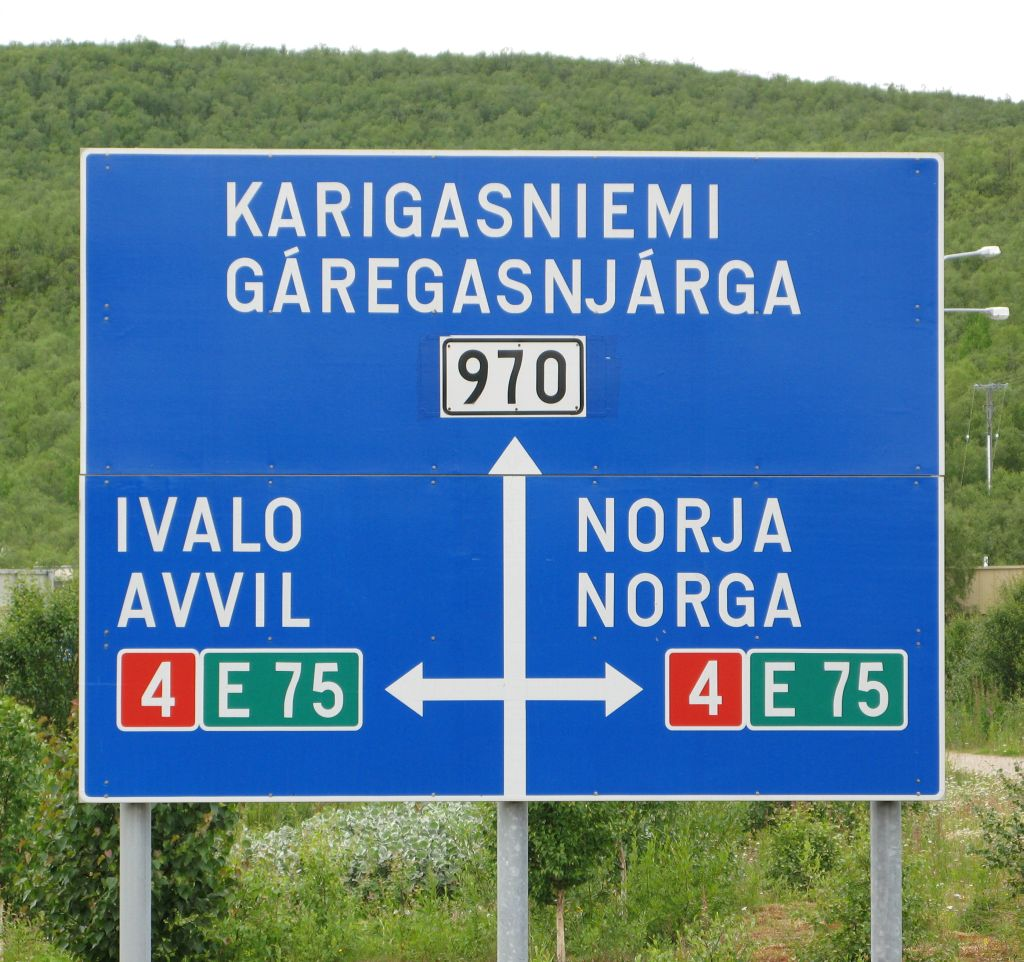
Дорожній покажчик в Утсйокі (Фінляндія) фінською та північносаамською мовами

Згідно з § 17 чинної Конституції Фінляндії, саамське населення має право на збереження і розвиток своєї мови та своєї культури. У цьому ж параграфі Конституції закріплено право саамів користуватися своєю мовою в органах влади (порядок використання цього права встановлюється спеціальним законом).
Крім того, згідно з § 121 Конституції, на території саамської регіону саами мають автономію в питаннях мови та культури.

## Саамський парламент Фінляндії
На території Саамського регіону Фінляндії, в селищі Інарі, розташований Саамський парламент — виборний представницький орган культурного самоврядування саамів Фінляндії, їхній вищий політичний орган. Парламент має право вносити законодавчі ініціативи, а також випускати заяви з питань, які підпадають під його юрисдикцію. Саамський парламент — єдиний у Фінляндії орган, який має право висловлювати офіційну точку зору саамів у питаннях, які зачіпають життя саамського населення цієї країни. У віданні саамського парламенту Фінляндії перебувають питання культури саамів, саамської мови, а також питання, що визначаються статусом саамів як одного з корінних народів.
З 2012 року Саамський парламент Фінляндії працює в саамському культурному центрі Сайос, офіційне відкриття якого відбулося 3 квітня 2012 року, в день відкриття сесії саамського парламенту нового скликання.

## Питання збереження і відродження саамська мов
У Фінляндії є різні програми збереження і відродження саамська мов. Саамськими мовами ведеться викладання у багатьох дитячих садках і школах Саамського регіону, при цьому використовується методика «мовних гнізд», загальна ідея якої полягає в тому, що і навчання, і спілкування дітей між собою і з викладачами проходять в умовах повного мовного занурення в досліджувану мову. Разом з тим, саамським мовам у Фінляндії, як і раніше, загрожує зникнення, про це, зокрема, заявила у вересні 2011 року міністр юстиції Фінляндії Анна-Майя Хенріксон.
У селищі Інарі розташований Навчальний центр Саамського регіону, у функції якого входить організація навчального процесу на території проживання саамів.

## Питання землекористування
Питання земельних прав саамів і порядку землекористування на території Саамської регіону є невирішеним до теперішнього часу. Серед саамів Фінляндії поширена думка про несправедливість чинного законодавства, оскільки воно не передбачає для саамів виключного права розпоряджатися своїми історичними землями і розташованими на них природними ресурсами, пов'язаними з їхніми традиційними промислами; в даний час всі ці землі перебувають у власності держави і займатися на них оленярством, рибальством і полюванням можуть всі місцеві жителі. Саами вважають, що їхні історичні землі мають бути передані їм у власність, або, принаймні, саамам повинні бути надані істотно ширші права на їх використання.
Питання про земельні права саамів піднімається вже протягом багатьох років, проте, ніяк не вирішується, що є однією з причин, по яких Фінляндія досі так і не ратифікувала Конвенцію ООН про права корінних народів. Проект закону про земельні права саамів розглядався в 2010 році в період роботи центристського уряду  Марі Ківініємі, однак, так і не був прийнятий. На думку міністра юстиції цього уряду Туйї Бракс (партія Зелений союз), висловлену в січні 2011 року, проект закону не передбачав передачі земель у власність саамам, проте значно розширював їхні права щодо землекористування, але і в такому вигляді закон не влаштував Партію Центру. Ситуація із земельними правами саамів не особливо змінилася і після того, як центристи, програвши вибори, пішли в опозицію, а до влади прийшли нові політичні сили на чолі з Національною коаліційною партію. 3 квітня 2012 року президент Фінляндії Саулі Нійністьо, виступаючи на сесії Саамського парламенту Фінляндії нового скликання, заявив, що Конвенція ООН про права корінних народів «погано підходить для Фінляндії», оскільки вона, нібито, створена для країн «з колоніальним минулим».